# Estação Falguière
Falguière é uma estação da linha 12 do Metrô de Paris, localizada no 15.º arrondissement de Paris.

## Localização
Ela se situa entre as estações Montparnasse - Bienvenüe e Pasteur, na extremidade nordeste da rue Falguière.

## História

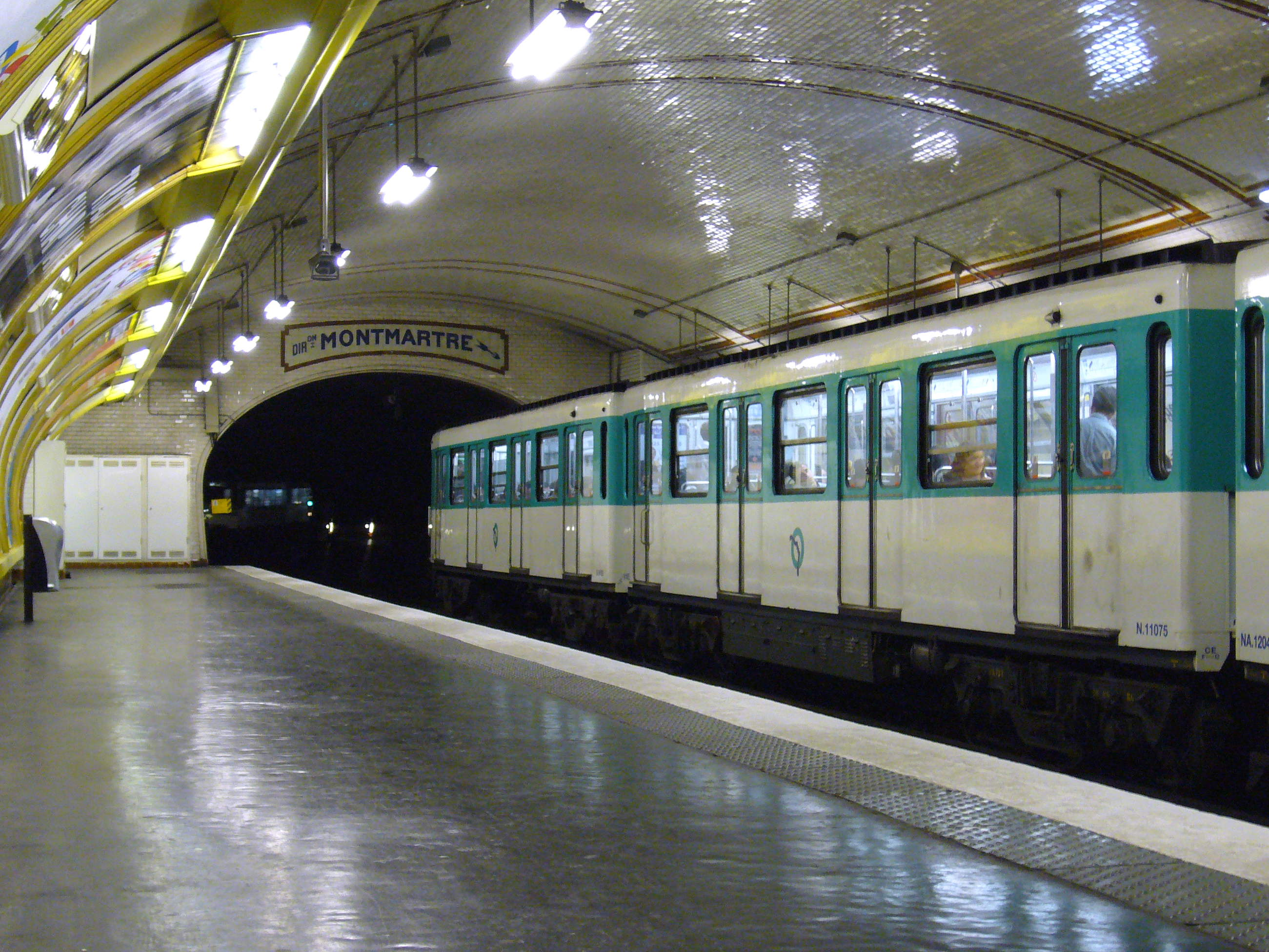
Estação de visão em direção a Front Populaire, com um MF 67 na plataforma.

A estação foi aberta em 5 de novembro de 1910, na abertura da linha A da rede Nord-Sud (atual linha 12).
Ele leva o seu nome da rua homônima, cuja extremidade norte está situada na vizinhança, que foi uma homenagem a Alexandre Falguière, escultor francês do século XIX.
Em 2011, 926 922 passageiros entraram nesta estação. Ela viu entrar 930 847 passageiros em 2013, o que a coloca na 293ª posição das estações de metrô por sua frequência em 302.

## Serviços aos Passageiros

### Acesso
A estação tem apenas um único acesso no 133, rue du Cherche-Midi.

### Plataformas

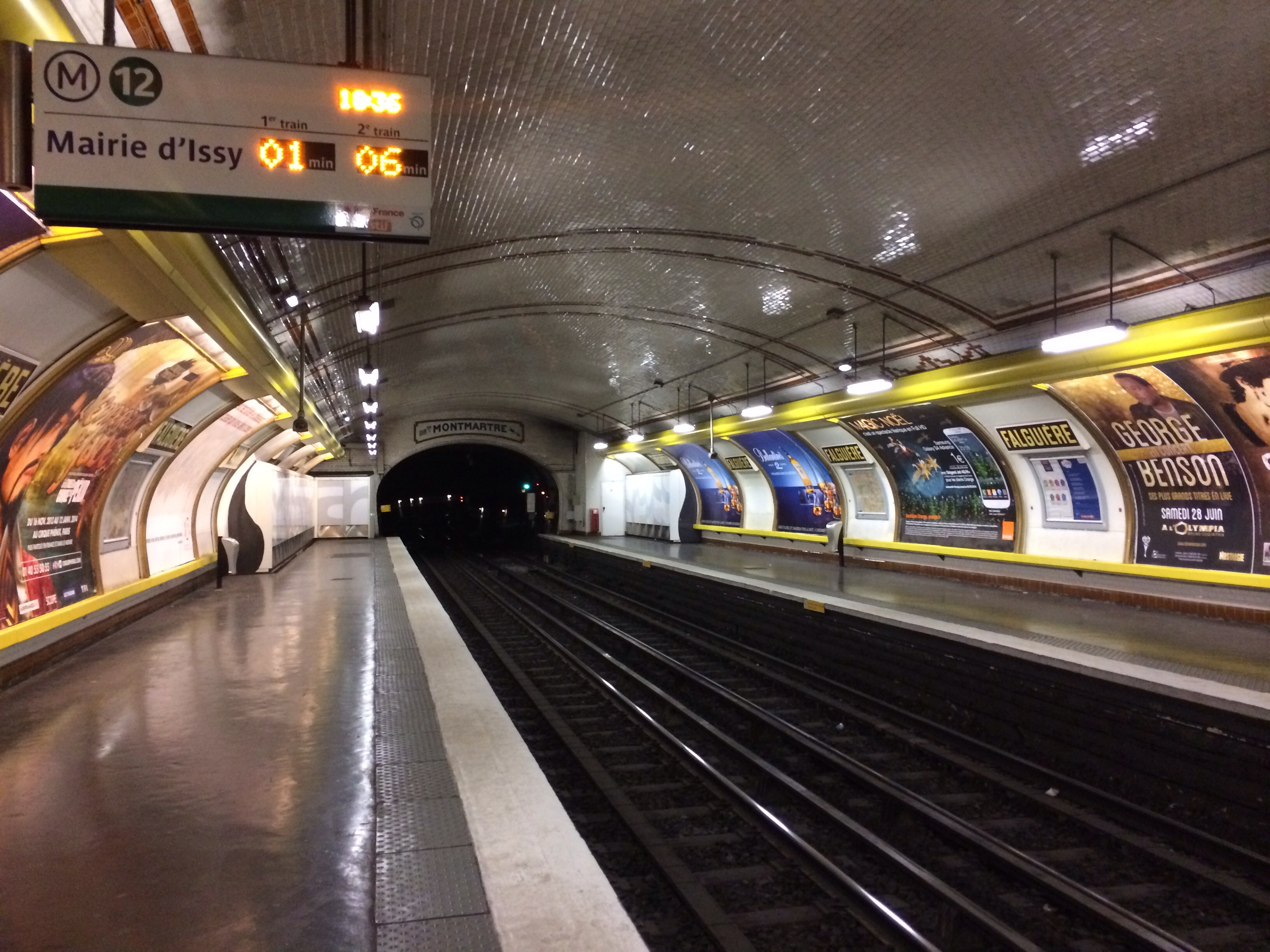
Visão geral das plataformas

Falguière é uma estação de configuração padrão: ele tem duas plataformas laterais ao longo de 75 metros separadas pelas vias do metrô com uma abóbada semi-elíptica, com telhas e tímpanos típicos das estações Nord-Sud. Desde a década de 1950, a estação dispõe de uma câmara metálica com montantes horizontais amarelas e quadros publicitários dourados iluminados completados por assentos "Motte" de cor amarela. A iluminação da estação é feita com neons independentes.

### Intermodalidade

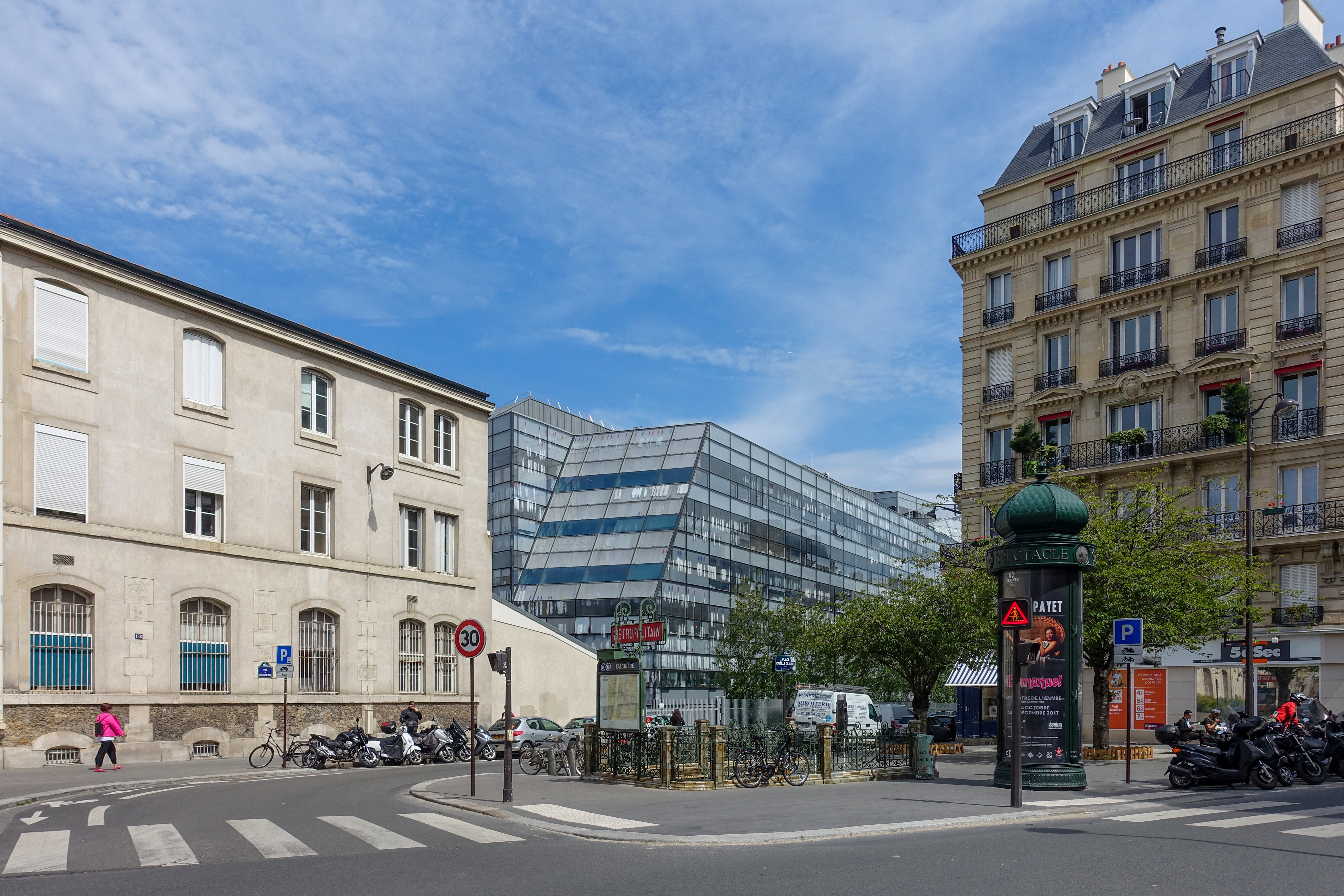
Vista da boca de metrô da rue de Vaugirard.

A estação é servida pelas linhas 28, 82, 89 e 92 da rede de ônibus RATP.

## Pontos turísticos
- Institut d'aménagement et d'urbanisme de la région d'Île-de-France
- Hôpital Necker-Enfants malades
- Musée Bourdelle